# Кирилл Кто
Кири́лл «Кто» Ле́бедев (род. 1984, Зеленоград) — российский художник, работающий в жанре стрит-арта. Известен благодаря своим работам в стиле граффити, в том числе теггингу.

## Биография
Родился в 1984 году в городе Зеленограде. Отец родился в Германии; мать, инженер-физик, родом из города Кривой Рог. Родители познакомились и поженились в Москве. 

## Творческая деятельность
Кирилл Кто занимался стрит-артом в составе арт-групп «Зачем?» (2002—2009) и «No Future Forever» (2005—2009). Является организатором и участником проектов, пропагандирующих уличное искусство — «GoVEGAs» (2003), «Гопстоп» (2004), «Original Fake» (2005), «Винзавод» (2006). Работы Кирилла выставлялись в различных галереях (Syntax Gallery, Треугольник, VLADEY) и на ярмарках Москвы (Cosmoscow, DA!Moscow, Art Russia).
Часть работ находится на хранении в Третьяковской галерее, MMOMA и частных собраниях.
Кирилл не имеет художественного образования.
В 2012 году вошёл в Топ-50 самых влиятельных лиц в российском искусстве по версии журнала «Артхроника».
Вырезает «глаза» на баннерах Москвы. Цветные буквы в работах являются фирменным почерком.

## Цитаты
О том, что граффити — не моя тусовка, я осознал, когда уже практически со всеми познакомился. Проблема в том, что граффитчики, если убрать весь напускной пафос, по натуре своей трусливы и ничего не могут — они атакуют слабого и ничего не готовы сделать против сильного. Меня бы не раздражали, а, наоборот, вдохновляли все эти грязные тэги, если бы они переселились в одночасье с беззащитных стен обшарпанных особнячков, например, на автомобили. В этом была бы их сила, смелость, а не шакалье подыгрывание властям предержащим, бросившим старые дома на растерзание— Кирилл Кто, 2012

В некотором роде Кривой Рог был для меня отдушиной. С дедушкой и бабушкой, пока они не заболели, мы ездили на рыбалку — это называлось “на природу” — я там ловил бабочек, жучков. И все же был уличным хулиганом, бабки во дворах спасения от нас не знали. Мы дрались, воровали, жгли какие-то шины — как все дети.— Кирилл Кто, 2013